# Däumeline
Däumeline (Originaltitel: Thumbelina) ist ein US-amerikanischer Zeichentrickfilm aus dem Jahr 1994, der unter der Regie der Regisseure Don Bluth und Gary Goldman entstand. Die Vorlage ist das Märchen Däumelinchen von Hans Christian Andersen. Die Interpretation orientiert sich relativ dicht an dem Originalmärchen, auch wenn einige kleine Veränderungen vorgenommen wurden (so lernte z. B. Däumelinchen den Prinzen erst am Schluss ihrer Reise kennen und Frosch und Käfer ließen Däumeline fallen, nachdem sie merkten, dass das Mädchen nicht zu ihnen passt).

## Handlung
Die Geschichte wird von Jacquimo erzählt, einer Schwalbe, die in komplizierte Liebesgeschichten vernarrt ist. Sie beginnt mit einer guten Fee, die einer Frau ein Samenkorn schenkt. Aus diesem Samenkorn wird eine wunderschöne Blume, aus der ein winziges Mädchen „schlüpft“ und so den lang gehegten Kinderwunsch der Frau erfüllt. Das Mädchen wird Däumeline genannt, da sie nicht größer als ein Daumen ist.
Eines Nachts lernt sie den Feenprinzen Cornelius kennen, der durch ihren Gesang auf sie aufmerksam geworden ist. Sie verlieben sich ineinander.
In der gleichen Nacht wird Däumeline dann aber von der Fröschin Cassandra entführt, die sie in ihrer Gesangstruppe haben möchte und außerdem von Däumeline verlangt, ihren Sohn Grundel zu heiraten. Als die Frösche Däumeline kurz allein lassen, kann diese mit Hilfe von Jacquimo auf einem Seerosenblatt fliehen. Nach einigen weiteren Turbulenzen beschließt Däumeline, sich auf den Heimweg zu machen.
Unterdessen fleht Cornelius, der von der Entführung erfahren hat, seine Eltern an, den Winter aufzuhalten und macht sich auf die Suche nach seiner Liebsten.
Däumeline trifft während dessen auf Karl den Käfer, der ebenfalls ein Bewunderer ihrer schönen Stimme ist. Auch ihm entflieht sie, bemerkt allerdings, dass es inzwischen Winter geworden ist und kriecht in einem alten Schuh unter. Hier wird sie von Frieda Feldmaus gefunden, die sie mit zu sich nach Haus nimmt und Meister Mole, einem Maulwurf, vorstellt. Auch dieser ist Däumeline sofort verfallen und möchte sie heiraten. Däumeline, die glaubt, dass ihr Liebster gestorben sei, willigt schließlich ein.
Nebenbei arbeiten Grundel der Frosch und Karl der Käfer zusammen und bringen den Prinzen in ihre Gewalt, der bei seiner Suche in einen Teich gestürzt ist und eingefroren wurde. Als die beiden den Prinzen in seinem Eisgefängnis allein lassen, finden ihn einige freundlich gesinnte Insekten und tauen ihn auf.
Karl und Grundel sind inzwischen auf dem Weg zu Däumelines Hochzeit. Diese hat es sich kurz vor dem Altar anders überlegt, da sie Cornelius nicht vergessen kann und flüchtet ein weiteres Mal. Sie schafft es, an die Erdoberfläche zu gelangen und trifft dort auf Jacquimo, der inzwischen das Tal der Feen gefunden hat und sie nun dort hinbringen möchte.
Der aufgetaute Prinz liefert sich unterdessen noch einen Kampf mit Grundel, den er auch gewinnt, und macht sich ebenfalls auf den Weg zum Tal.
Die beiden Liebenden treffen dort schließlich wieder aufeinander und Däumeline kann endlich den Mann ihrer Träume heiraten. Schlussendlich bekommt sie sogar ihre eigenen Flügel.

## Synchronisation
| Rolle                     | englischer Sprecher   | deutscher Sprecher                      |
| ------------------------- | --------------------- | --------------------------------------- |
| Däumeline                 | Jodi Benson           | Dorette Hugo Jana Werner (Gesang)       |
| Prinz Cornelius           | Gary Imhoff           | Cusch Jung                              |
| Mutter                    | Barbara Cook          | Sonja Deutsch Angelika Milster (Gesang) |
| Jacquimo                  | Gino Conforti         | Wolfgang Ostberg                        |
| Cassandra                 | Charo                 | Nina Hagen                              |
| Grundel                   | Joe Lynch             | Helmut Krauss                           |
| Mozo                      | Danny Mann            | Dietmar Wunder                          |
| Gringo                    | Loren Lester          | Eberhard Prüter                         |
| Hero                      | Will Ryan             | Mario von Jascheroff                    |
| Karl der Käfer (Berkeley) | Gilbert Gottfried     | Wolfgang Ziffer                         |
| Frau Feldmaus             | Carol Channing        | Beate Hasenau                           |
| Maulwurf                  | John Hurt             | Joachim Nottke                          |
| Brummchen, die Hummel     | Frank Welker          | Frank Welker                            |
| Feenkönig Colbert         | Kenneth Mars          | Klaus Piontek                           |
| Feenkönigin Tabitha       | June Foray            | Inken Sommer                            |
| Fuchs                     | Neil Ross             | Dieter Kursawe                          |
| Bär                       | Neil Ross             | Norbert Gastell                         |
| Stier                     | Tony Jay              | Tilo Schmitz                            |
| Pastor Ratte              | Will Ryan             | Eberhard Prüter                         |
| Oberkäfer Bramble         | Don Bluth             | Elmar Gutmann                           |
| Baby Buttercup            | Kendall Cunningham    | Magdalena Turba                         |
| Gnatty                    | Tawny Sunshine Glover | Constantin von Jascheroff               |
| Bienchen Acorn            | Michael Nunes         | Beate Tober                             |

## Kritik
„Schade! Eindimensionale Figuren waten durch süße Barry-Manilow-Songs. — Klebrig verzuckerter Märchenklassiker“

## Preise
- Goldene Himbeere für den schlechtesten Original Song („Marry the Mole“)[3]